# Podział administracyjny Gwinei Równikowej
Gwinea Równikowa podzielona jest na dwa regiony. Regiony dzielą się na osiem prowincji, które dalej dzielą się na 31 dystryktów. 

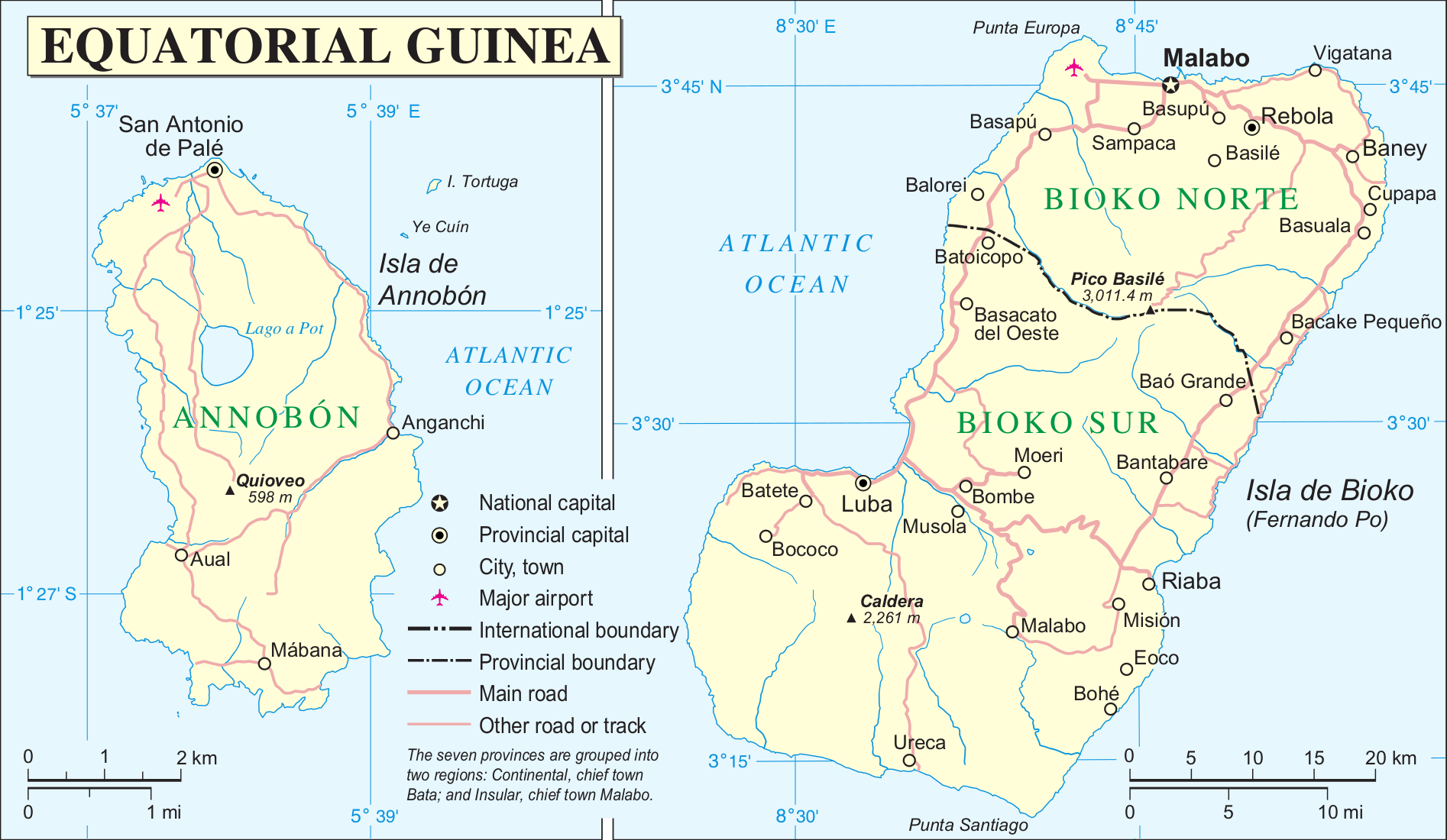
Region Wyspiarski

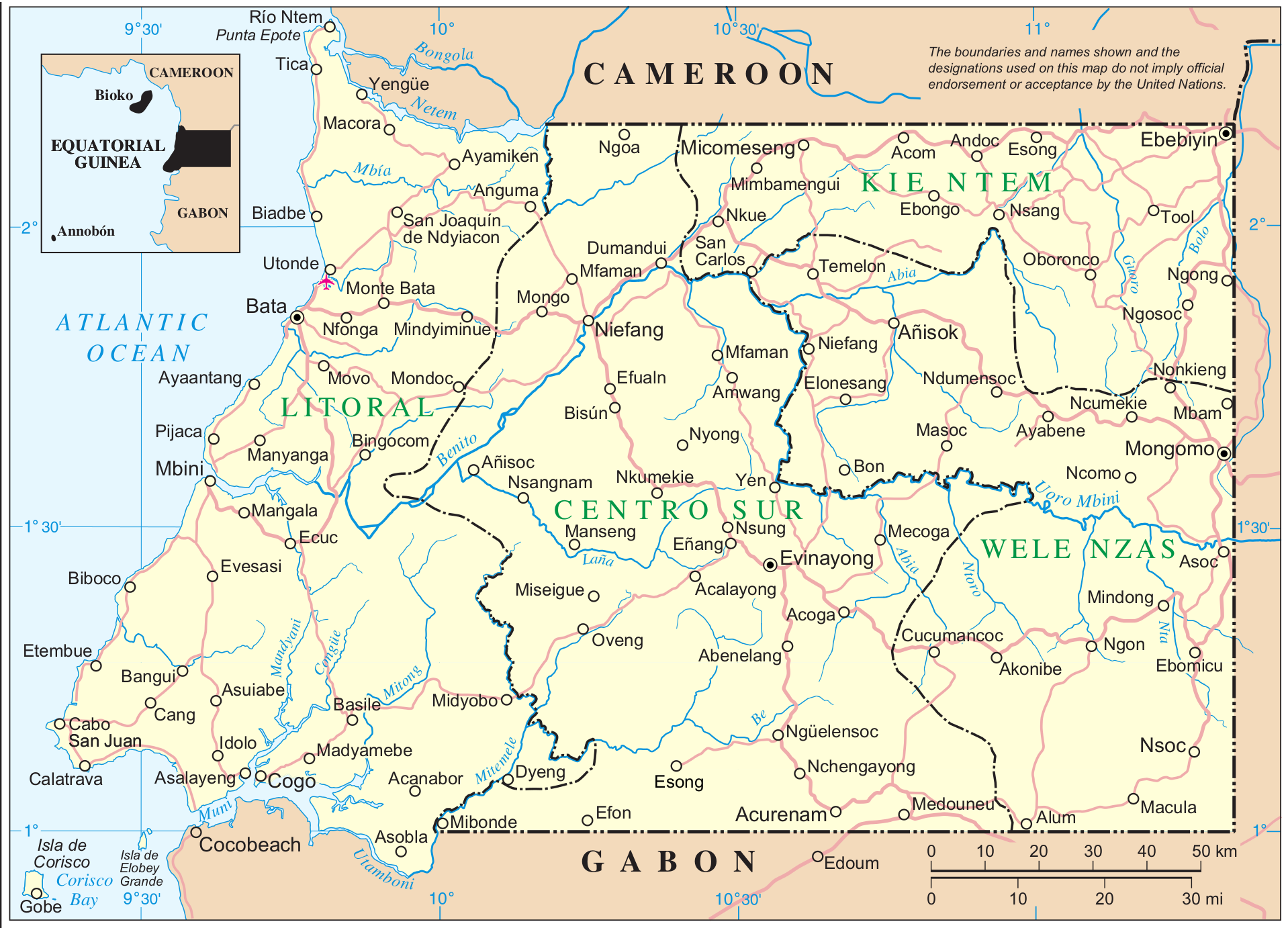
Region Kontynentalny

## Regiony
Gwinea Równikowa dzieli się na 2 regiony: 
| Nazwa polska         | Nazwa hiszpańska   | Populacja (2015) | Powierzchnia | Herb |
| -------------------- | ------------------ | ---------------- | ------------ | ---- |
| Region Kontynentalny | Región Continental | 882 747          | 26 027 km²   |      |
| Region Wyspiarski    | Región Insular     | 339 695          | 2 024 km²    |      |
| Gwinea Równikowa     | Guinea Ecuatorial  | 1 222 442        | 28 051 km²   |      |

## Prowincje

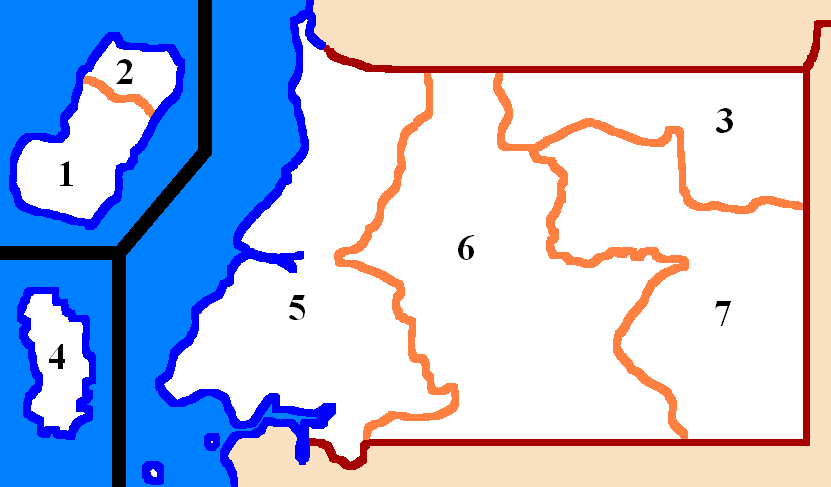
Prowincje Gwinei Równikowej

Państwo Dzieli się na 8 prowincji (3 prowincje Regionu Wyspiarskiego i 5 prowincji Regionu Kontynentalnego):
| Nr | Region (2015) | Nazwa polska                  | Nazwa hiszpańska     | Stolica             | Populacja (2015) | Powierzchnia | Flaga | Położenie |
| -- | ------------- | ----------------------------- | -------------------- | ------------------- | ---------------- | ------------ | ----- | --------- |
| 1  | Wyspiarski    | Bioko Południowe              | Bioko Sur            | Luba                | 34 627           | 1 241 km²    |       |           |
| 2  | Wyspiarski    | Bioko Północne                | Bioko Norte          | Malabo              | 299 836          | 776 km²      |       |           |
| 3  | Kontynentalny | Kié-Ntem                      | Kié-Ntem             | Ebebiyín            | 183 331          | 3 943 km²    |       |           |
| 4  | Wyspiarski    | Annobón                       | Annobón              | San Antonio de Palé | 5 232            | 17 km²       |       |           |
| 5  | Kontynentalny | Prowincja Nadmorska           | Litoral              | Bata                | 366 130          | 6 665 km²    |       |           |
| 6  | Kontynentalny | Prowincja Środkowo-Południowa | Provincia Centro-Sur | Evinayong           | 141 903          | 9 931 km²    |       |           |
| 7  | Kontynentalny | Wele-Nzas                     | Wele-Nzas            | Mongomo             | 191 383          | 5 478 km²    |       |           |
| 8  | Kontynentalny | Djibloho                      | Djibloho             | Oyala               |                  |              |       |           |
| -  | -             | Gwinea Równikowa              | Guinea Ecuatorial    | Malabo              | 1 222 442        | 28 051 km²   |       |           |

## Dystrykty
Gwinea Równikowa dzieli się na 31 dystrykty:
| Prowincja                     | Nazwa       | Alternatywna Nazwa     | Siedziba            | Liczba mieszkańców (2001) |
| ----------------------------- | ----------- | ---------------------- | ------------------- | ------------------------- |
| Bioko Południowe              | Luba        |                        | Luba                | 23 870                    |
| Bioko Południowe              | Riaba       |                        | Riaba               | 5 164                     |
| Bioko Północne                | Baney       |                        | Baney               | 11 893                    |
| Bioko Północne                | Malabo      |                        | Malabo              | 211 276                   |
| Bioko Północne                | Rebola      |                        | Rebola              | 8 259                     |
| Djibloho                      | Djibloho    |                        | Oyala               |                           |
| Kié-Ntem                      | Bidjabidjan |                        | Bidjabidjan         | 28 144                    |
| Kié-Ntem                      | Ebebiyín    |                        | Ebebiyín            | 60 747                    |
| Kié-Ntem                      | Mikomeseng  | Micomeseng, Micomiseng | Mikomeseng          | 20 226                    |
| Kié-Ntem                      | Nsang       |                        | Nsang               | 10 228                    |
| Kié-Ntem                      | Nkue        |                        | Nkue                | 14 955                    |
| Kié-Ntem                      | Nsok-Nsomo  |                        | Nsok-Nsomo          | 32 979                    |
| Annobón                       | Annobón     | San Antonio de Palé    | San Antonio de Palé | 5 008                     |
| Prowincja Nadmorska           | Bata        |                        | Bata                | 230 282                   |
| Prowincja Nadmorska           | Bitica      |                        | Bitica              | 8 291                     |
| Prowincja Nadmorska           | Cogo        | Kogo                   | Cogo                | 23 121                    |
| Prowincja Nadmorska           | Corisco     |                        | Corisco             | 2 443                     |
| Prowincja Nadmorska           | Machinda    |                        | Machinda            | 9 387                     |
| Prowincja Nadmorska           | Mbini       |                        | Mbini               | 20 295                    |
| Prowincja Nadmorska           | Rio Campo   |                        | Rio Campo           | 4 595                     |
| Prowincja Środkowo-Południowa | Acurenam    | Akurenam               | Acurenam            | 20 255                    |
| Prowincja Środkowo-Południowa | Bicurga     |                        | Bicurga             | 15 346                    |
| Prowincja Środkowo-Południowa | Evinayong   |                        | Evinayong           | 36 521                    |
| Prowincja Środkowo-Południowa | Niefang     |                        | Niefang             | 37 273                    |
| Prowincja Środkowo-Południowa | Nkimi       |                        | Nkimi               | 16 461                    |
| Wele-Nzas                     | Aconibe     | Akonibe                | Aconibe             | 20 105                    |
| Wele-Nzas                     | Añisoc      |                        | Añisoc              | 40 395                    |
| Wele-Nzas                     | Ayene       |                        | Ayene               | 12 289                    |
| Wele-Nzas                     | Mengomeyen  | Mongomeyen             | Mengomeyen          | 15 644                    |
| Wele-Nzas                     | Mongomo     |                        | Mongomo             | 53 510                    |
| Wele-Nzas                     | Nsork       |                        | Nsork               | 16 037                    |